# フィリッポ・ラウリ
フィリッポ・ラウリ（Filippo Lauri、1623年8月25日 - 1694年12月12日）は、イタリアの画家である。

## 略歴
ローマで生まれた。フィリッポ・ラウリの生涯は同時代の美術史家フィリッポ・バルディヌッチ（1625-1696）の著書に紹介されている、父親はオランダ語名がバルタサール・ラウエルス（Balthasar Lauwers: 1578-1645)であるアントウェルペン出身の画家で、父親は1600年ころからイタリアで働き、イタリアではバルダザーレ・ラウリ（Baldassare Lauri）などと呼ばれた。兄のフランチェスコ・ラウリ（Francesco Lauri: 1610–1635) も画家になった。
兄のフランチェスコ・ラウリから絵を学んだ後、姉と1642年に結婚した画家のアンジェロ・カロッセリ（Angelo Caroselli: 1585–1652）のもとで働いた。1654年にローマのアカデミア・ディ・サン・ルカの会員になった。晩年の1686年に短期間、アカデミア・ディ・サン・ルカの会長も務めた。
主にローマで活動し、ローマの邸宅の装飾画も描いた。花を描くのを得意とした静物画家のマリオ・ヌッツィ（1603-1673）や風景画を得意としたクロード・ロラン（1600s-1682）といった画家と共作し、人物を描いた。フランス生まれの画家、ヤン・フランス・ヴァン・ブローメン（1662-1749）とも共作した.。
1694年にローマで亡くなった。フィリッポ・ラウリの作品はルーブル美術館などに収蔵されている。

## 作品

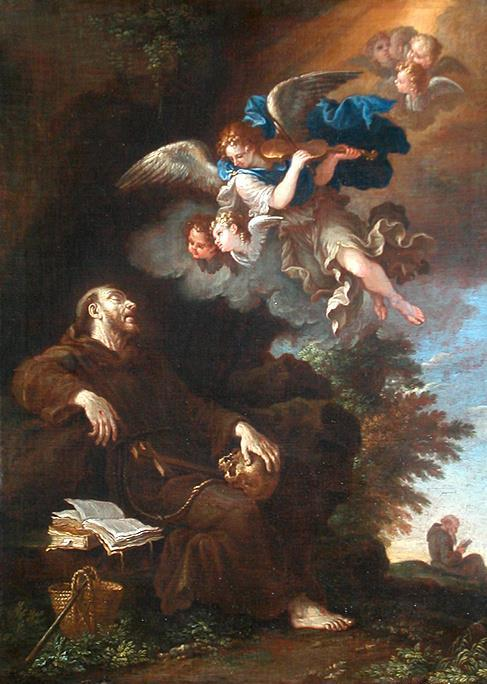
アッシジの聖フランチェスコ ルーブル美術館
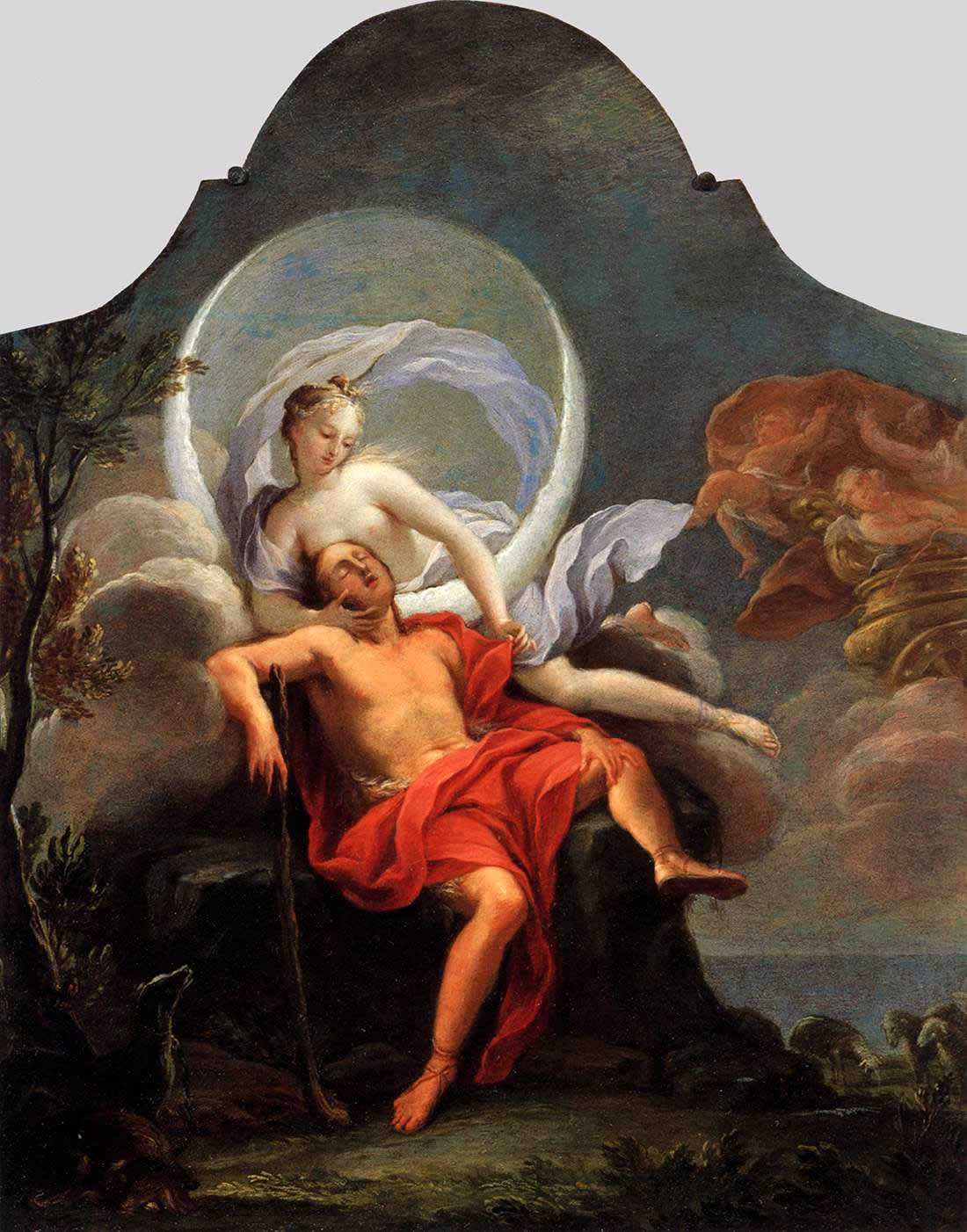
『セレネとエンデュミオン』 (1650)
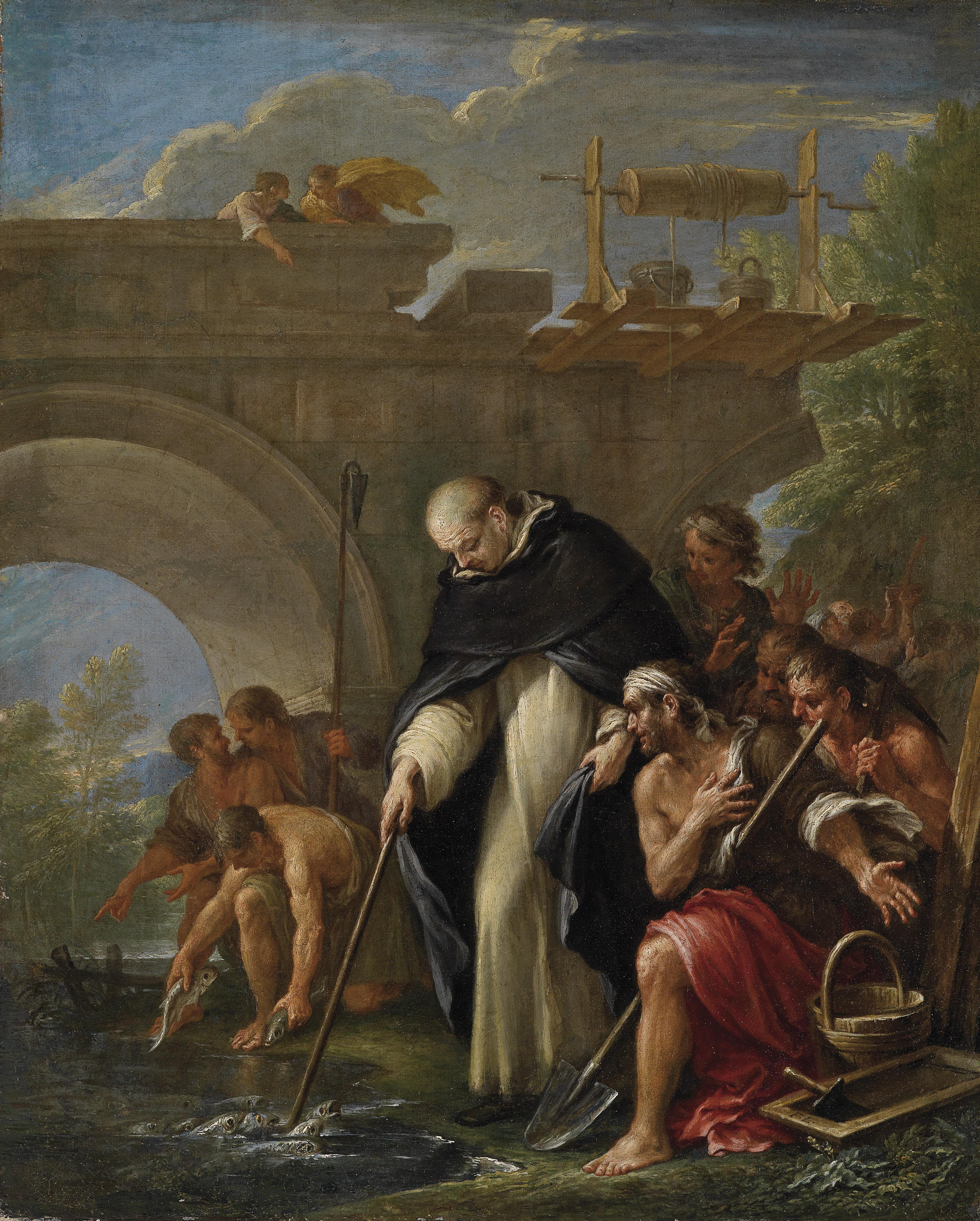
聖ビセンテ・フェレールの奇跡
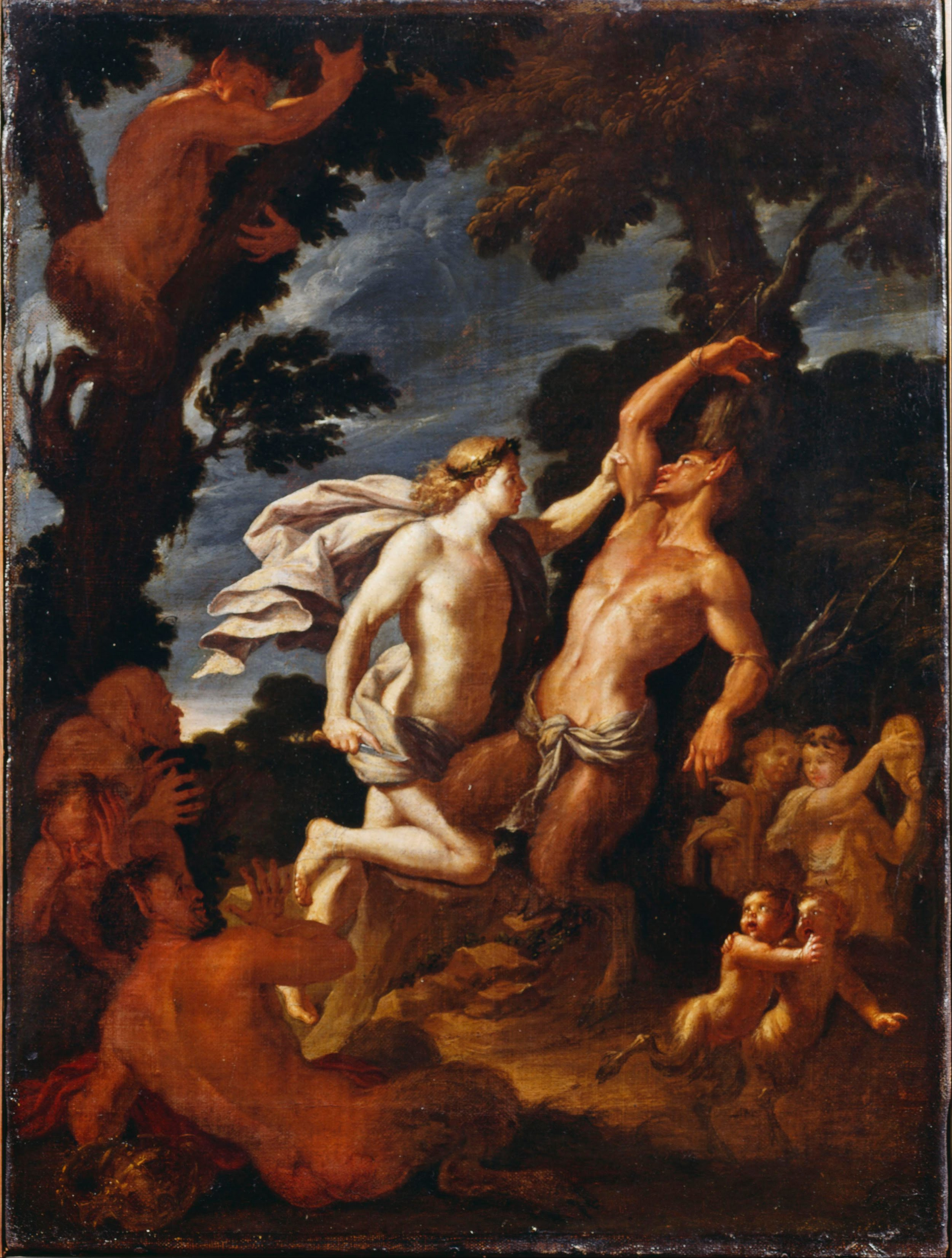
『アポロンとマルシュアス』 ダリッジ・ピクチャー・ギャラリー

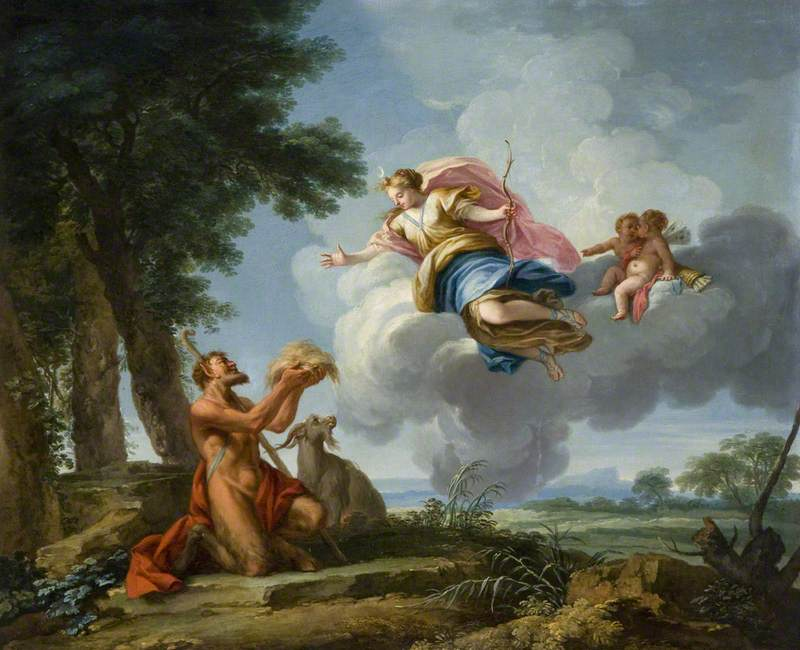
牧神パンとディアナ アルスター博物館
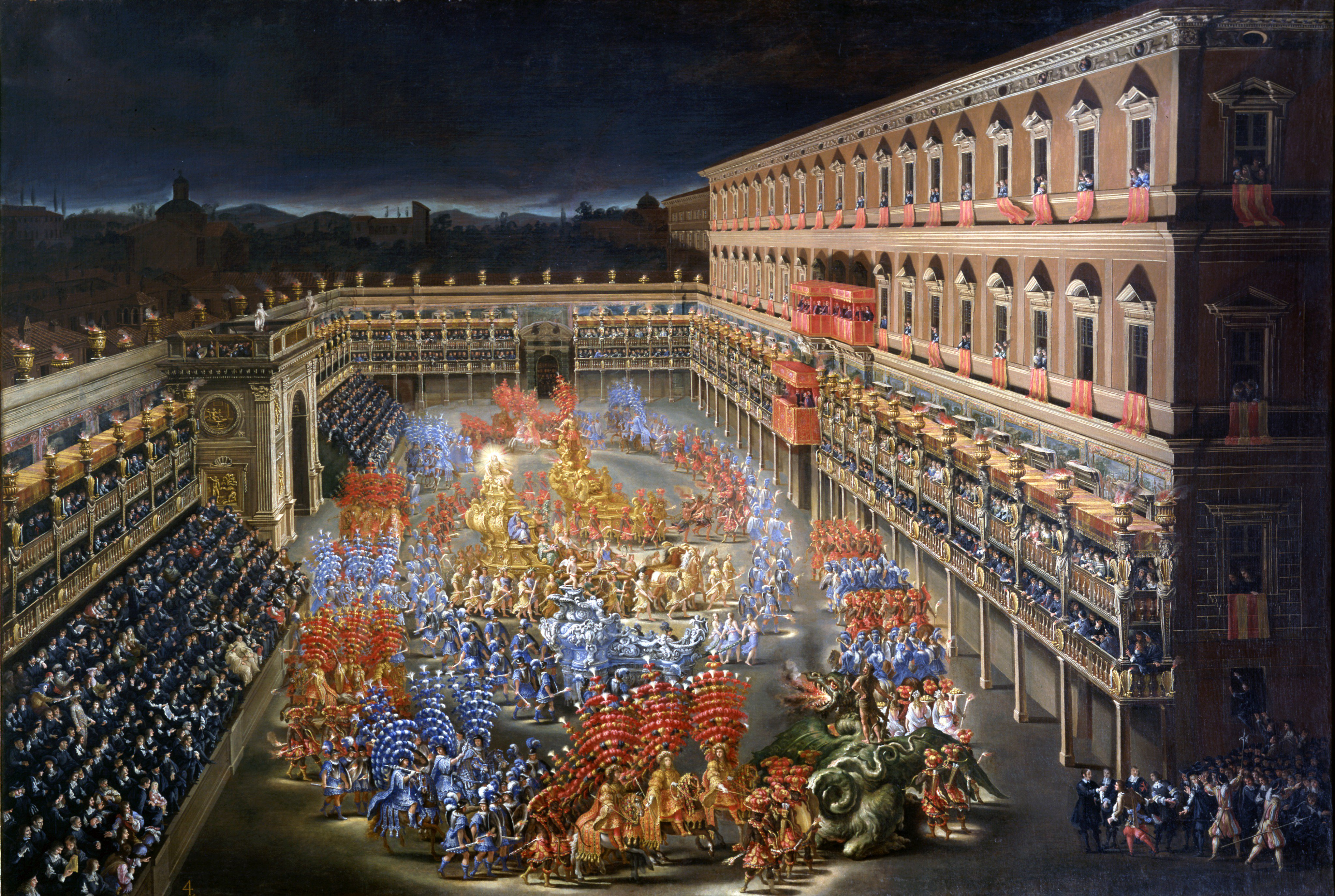
フィリッポ・ガリアルディと共作、バルベリーニ宮殿の中庭で開かれたクリスティーナ女王歓迎の祝宴(1656) Museo di Roma
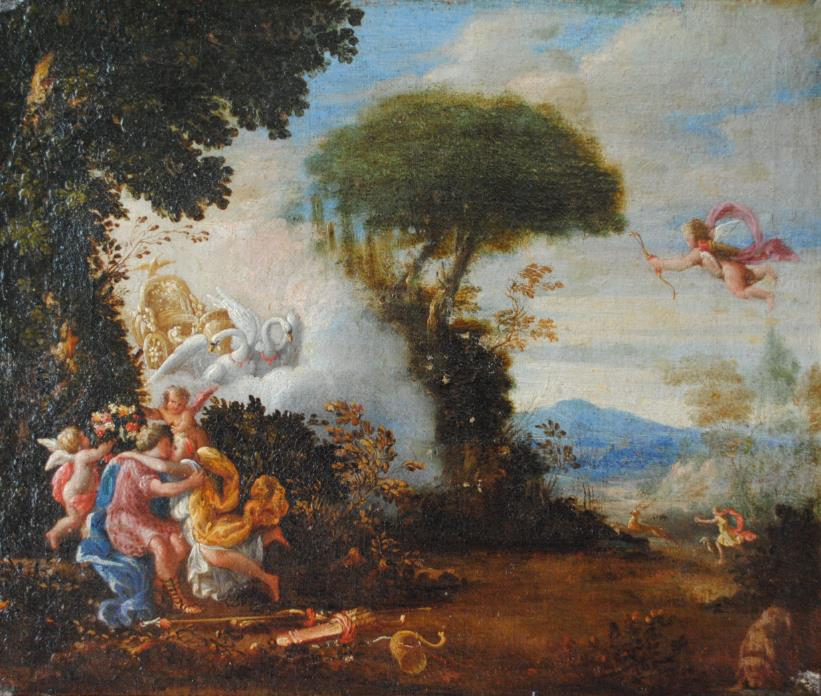
『ヴィーナスとアドニス』